# Alfred Hamann
Alfred Hamann (* 21. September 1882 in Skohl, Kreis Jauer; † 29. August 1947 in Dorndorf/Rhön) war ein deutscher Politiker (KPD).

## Leben und Wirken
Hamann besuchte die Volksschule. Anschließend absolvierte er eine Stellmacherlehre.
Nach dem Ersten Weltkrieg trat Hamann in die Kommunistische Partei Deutschlands ein. In der KPD wurde Hamann bald zu einem der wichtigsten Funktionäre im Raum Breslau, wo er unter anderem das Amt des Parteisekretärs bekleidete. 1921 wurde er Kreistagsabgeordneter im Kreis Goldberg-Haynau.
Im Mai 1924 wurde Hamann als Kandidat seiner Partei für den Wahlkreis 7 (Breslau) in den Reichstag der Weimarer Republik gewählt, dem er bis zu den Wahlen vom Dezember desselben Jahres angehörte.
Während der NS-Zeit wurde Hamann verhaftet und in Konzentrationslagern gefangengehalten. Unter anderem wurde er 1944 im Zuge der Aktion Gitter verhaftet und im KZ Buchenwald eingesperrt.
Nach seiner Befreiung aus dem KZ wurde er 1945 Bürgermeister der Gemeinde Dorndorf/Rhön, wo er 1947 starb.